# Sonny Chiba
Pour les articles homonymes, voir Chiba (homonymie).
Shin'ichi Chiba (千葉 真一, Chiba Shin'ichi), plus connu en occident sous le nom Sonny Chiba (サニー ちば, Sanī Chiba), né le 23 janvier 1939 à Fukuoka et mort le 19 août 2021 à Kimitsu, est un acteur japonais ainsi qu'un adepte des arts martiaux. Il est le père de Mackenyu, également acteur.
La spécificité de Sonny Chiba est d'avoir introduit les arts martiaux à mains nues, à la façon chinoise, dans le cinéma japonais où les héros se battent plus volontiers à coups de sabre ou de révolvers. Il est un des premiers acteurs à connaître la célébrité pour ses compétences martiales, d'abord au Japon puis internationalement notamment aux États-Unis. Quentin Tarantino lui rend ainsi hommage en lui confiant le rôle d'Hattori Hanzo dans Kill Bill : Volume 1.

## Biographie

### Formation
Sonny Chiba est né le sous le nom de Sadao Maeda (前田 禎穂, Maeda Sadao), à Fukuoka, sur l'île de Kyushu. Il a étudié différents arts martiaux (shōrinji kenpō, kendo, judo, ninjutsu), mais surtout le karaté qui constitue son art martial de prédilection. C'est avec le grand maître Masutatsu Ōyama qu'il a étudié.

### Du petit au grand écran

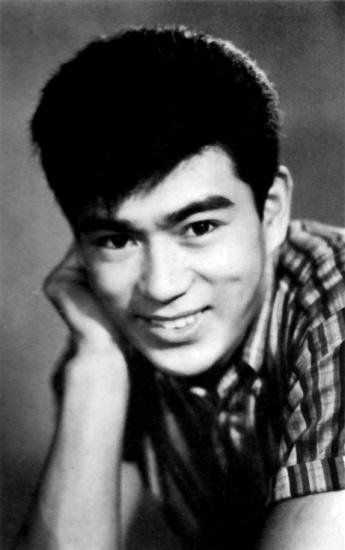
Sonny Chiba en 1961.

En 1960, les studios Tōei organisent un concours de recrutement de nouveaux talents : Sadao Maeda s'y présente, et il est recruté. Il prend alors pour nom « Shin'ichi Chiba » et commence une carrière pour le petit écran dans des séries (JNR Inspector 36, Kurayami Go-dan, Key Hunter). C'est avec cette dernière série (250 épisodes), qui est un véritable succès, qu'il gagne son surnom de « Sonny », qu'il rencontre Yoko Nogiwa qui sera son épouse pendant 27 ans, et enfin qu'il peut franchir le pas vers le grand écran.
Sorti en 1970, le film Bodyguard Kiba l'impose au cinéma[réf. nécessaire].

### Surugi et la sérieThe Street Fighter
Suivant les succès de Bruce Lee, Sonny Chiba invente le personnage de Surugi, homme de main, tueur à gages, et surtout personnage hyper violent. Il apparait en 1974, dans The Street Fighter. Pour sa distribution aux États-Unis, le film est classé X pour sa violence. Il sera finalement diffusé en novembre 1974 après quelques coupes avec un classement R. Suivront, Autant en emporte mon nunchaku (Return of the Street Fighter) (1974), The Street Fighter's Last Revenge (1974) et La Karatigresse aux mains d'acier (1974), qui inaugure la série Sister Street Fighter.
En France, seul le deuxième volet de la série The Street Fighter est sorti en salle en avril 1977 sous le titre Autant en emporte mon nunchaku en version originale, en version française, mais aussi en version créole,. Classé interdit aux moins de 18 ans, la sortie française du film est considérée comme un échec avec seulement 3 116 entrées en deux semaines d'exploitation.
C'est un extrait de ce deuxième volet qui est montré dans True Romance, réalisé par Tony Scott d'après un scénario de Quentin Tarantino. Au début de ce film, Clarence, le personnage principal, se rend au cinéma pour assister à la projection de trois films d'arts martiaux avec Sonny Chiba.

### Hommage au maître
En 1978, Sonny Chiba rend hommage à son maître Masutatsu Ōyama, en adaptant la vie de ce dernier dans une fresque de quatre heures trente, Kyokushinken, découpée en trois parties.

### Carrière récente

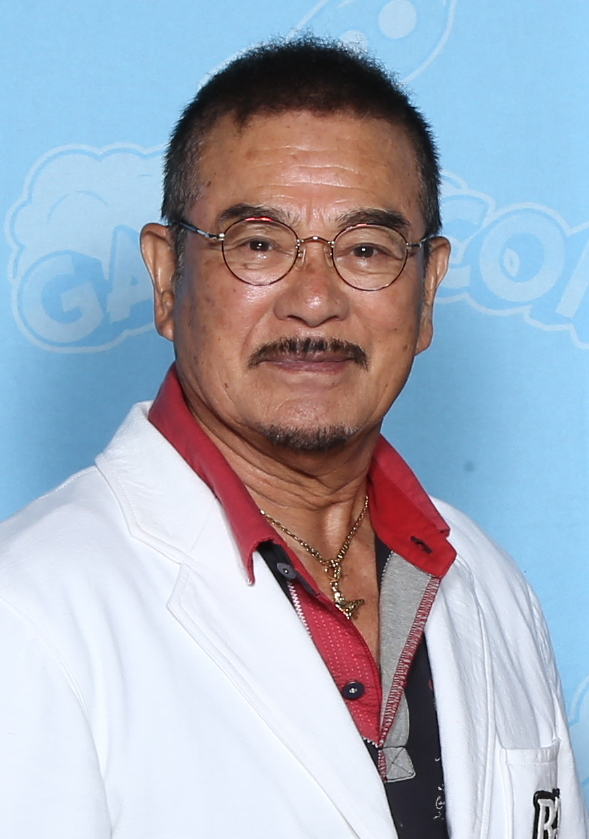
Sonny Chiba en 2019.

Dans les années 2000, il tourne avec des cinéastes tels que Andrew Lau, Takashi Miike et Quentin Tarantino.

### Vie privée
Sonny Chiba est marié à l'actrice Yōko Nogiwa de 1973 jusqu'en 1994. Leur fille aînée Juri Manase (en) est actrice.

### Mort
Il meurt le 19 août 2021 des suites du Covid-19.

## Filmographie partielle

### Acteur

#### Cinéma

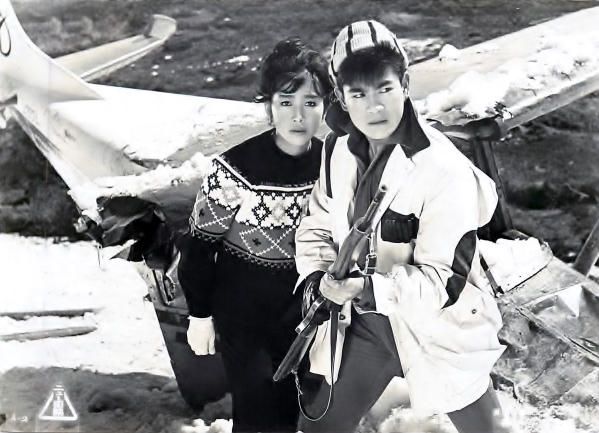
Sonny Chiba dans Le Policier vagabond : La Tragédie de la vallée rouge (1961).

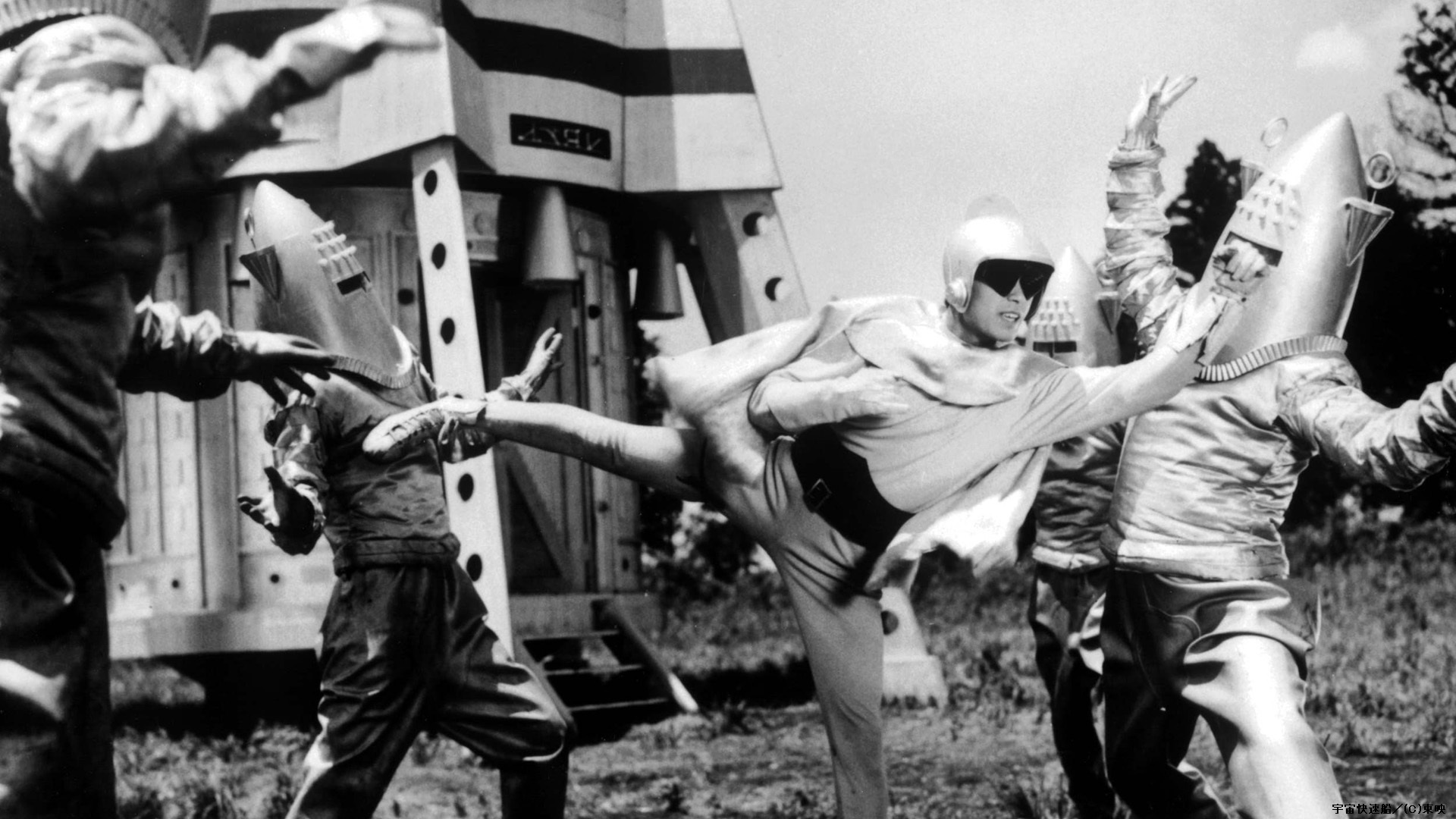
Sonny Chiba dans Uchū kaisokusen (1961).

- 1961 : Le Policier vagabond : La Tragédie de la vallée rouge (風来坊探偵 赤い谷の惨劇, Fūraibō tantei: Akai tani no sangeki?) de Kinji Fukasaku
- 1961 : Le Policier vagabond : Le vent franchit le cap (風来坊探偵 岬を渡る黒い風, Fūraibō tantei: Misaki o wataru kuroi kaze?) de Kinji Fukasaku
- 1961 : Uchū kaisokusen (風来坊探偵 岬を渡る黒い風?) de Kōji Ōta (ja)
- 1961 : Le Type au drôle de chapeau (ファンキーハットの快男児, Fankii hatto no kaidanji?) de Kinji Fukasaku
- 1961 : Le Type au drôle de chapeau : Le Bras de vingt millions de yens (ファンキーハットの快男児 ２千万円の腕, Fankii hatto no kaidanji: Nisenman-en no ude?) de Kinji Fukasaku
- 1962 : Gang contre G-Men (ギャング対Ｇメン, Gyangu tai G-men?) de Kinji Fukasaku : Osamu Kaji
- 1965 : Yakuza G-Men: Meiji ankokugai (やくざＧメン 明治暗黒街?) d'Eiichi Kudō
- 1966 : Duel en plein jour - Le Kamikaze (カミカゼ野郎 真昼の決斗, Kamikaze yarō: Mahiru no kettō?) de Kinji Fukasaku
- 1966 : Robots 2000, odyssée sous-marine (海底大戦争, Kaitei daisensō?) de Hajime Satō (ja)
- 1966 : Ōgon Bat (黄金バット, Ōgon batto?) de Hajime Satō (ja)
- 1967 : Shusse komori uta (出世子守唄?) de Ryūichi Takamori (ja)
- 1967 : Kawachi yūkyōden (河内遊侠伝?) de Ryūichi Takamori (ja)
- 1969 : Nihon ansatsu hiroku (日本暗殺秘録?) de Sadao Nakajima
- 1970 : Kamikaze X-27 (やくざ刑事, Yakuza deka?) de Yukio Noda (ja)
- 1970 : Yakuza deka: Marifana mitsubai soshiki (やくざ刑事 マリファナ密売組織?) de Yukio Noda (ja)
- 1971 : Yakuza deka: Kyōfu no doku gasu (やくざ刑事 恐怖の毒ガス?) de Ryūichi Takamori (ja)
- 1971 : Yakuza deka: Oretachi ni haka wa nai (やくざ刑事 俺たちに墓はない?) de Ryūichi Takamori (ja)
- 1972 : Ōkami yakuza: Tomurai wa ore ga dasu (狼やくざ 葬いは俺が出す?) de Buichi Saitō
- 1972 : Mayaku baishun G-men: Kyōfu no niku jigoku (麻薬売春Gメン 恐怖の肉地獄?) de Shin Takakuwa
- 1973 : Combat sans code d'honneur 2 : Deadly Fight in Hiroshima (仁義なき戦い 広島死闘篇, Jingi naki tatakai: Hiroshima shitō hen?) de Kinji Fukasaku
- 1973 : Karate Kiba (ボディガード 牙, Bodigādo Kiba?) de Ryūichi Takamori (ja)
- 1974 : The Street Fighter (激突! 殺人拳, Gekitotsu! Satsujin ken?) de Shigehiro Ozawa
- 1974 : La Karatigresse aux mains d'acier (女必殺拳, Onna hissatsu ken?) de Kazuhiko Yamaguchi
- 1974 : Autant en emporte mon nunchaku (殺人拳２, Satsujin ken 2?) de Shigehiro Ozawa
- 1974 : The Street Fighter's Last Revenge (逆襲！殺人拳, Gyakushū! Satsujin ken?) de Shigehiro Ozawa
- 1974 : Chokugeki! Jigokuhen daigyakuden (直撃地獄拳 大逆転?) de Teruo Ishii
- 1975 : The Defensive Power of Aïkido (激突! 合気道, Gekitotsu! Aikidō?) de Shigehiro Ozawa
- 1975 : Super Express 109 (新幹線大爆破, Shinkansen Daibakuha?) de Jun'ya Satō
- 1975 : Champion of Death (けんか空手 極真拳, Kenka karate: Kyokushinken?) de Kazuhiko Yamaguchi
- 1975 : Nouveau combat sans code d'honneur 2 : La Tête du boss (新仁義なき戦い 組長の首, Shin jingi naki tatakai: Kumichō no kubi?) de Kinji Fukasaku : caméo
- 1975 : Shaolin Karaté (少林寺拳法, Shōrinji kenpō?) de Norifumi Suzuki
- 1976 : Karate Warriors (子連れ殺人拳, Kozure satsujin ken?) de Kazuhiko Yamaguchi
- 1976 : Dragon Princess (必殺女拳士, Hissatsu onna kenshi?) de Yutaka Kohira (ja)
- 1977 : Golgo 13: Assignment Kowloon (ゴルゴ13 九竜の首, Gorugo sātīn kūron no kubi?) de Yukio Noda (ja) : Golgo 13
- 1977 : Sunsi, le formidable karateka (激殺! 邪道拳, Gekisatsu! Jadōken?) de Yukio Noda (ja)
- 1978 : Le Samouraï et le Shogun (柳生一族の陰謀, Yagyū ichizoku no inbō?) de Kinji Fukasaku
- 1978 : Les Évadés de l'espace (宇宙からのメッセージ, Uchū kara no messēji?) de Kinji Fukasaku
- 1978 : Last of the Ako Clan (赤穂城断絶, Akō-jō danzetsu?) de Kinji Fukasaku : Kazuemon Fuwa
- 1979 : Chasseurs des ténèbres (闇の狩人, Yami no karyudo?) de Hideo Gosha : Samon Shimoguni
- 1979 : Les Guerriers de l'Apocalypse (戦国自衛隊, Sengoku jieitai?) de Kōsei Saitō : Lieutenant Yoshiaki Iba
- 1980 : Virus (復活の日, Fukkatsu no hi?) de Kinji Fukasaku : Docteur Yamauchi
- 1981 : Samurai Reincarnation (魔界転生, Makai tenshō?) de Kinji Fukasaku : Jubei Yagyu
- 1981 : Le Feu de la vengeance (吼えろ鉄拳, Hoero! Tekken?) de Norifumi Suzuki : l'agent d'Interpol
- 1982 : Ninja Wars (伊賀忍法帖, Iga ninpōchō?) de Kōsei Saitō : Shinzaemon Yagyu
- 1982 : La Marche de Kamata (蒲田行進曲, Kamata kōshin-kyoku?) de Kinji Fukasaku : un acteur
- 1983 : La Légende des huit samourais (里見八犬伝, Satomi hakken-den?) de Kinji Fukasaku : Inuyama Dosetsu Tadatomo
- 1986 : Tokyo Blues (キャバレー, Kyabarei?) de Haruki Kadokawa : Boss Yakuza
- 1987 : La Vengeance du samouraï (必殺ＩＶ 恨みはらします, Hissatsu 4: Urami harashimasu?) de Kinji Fukasaku : Bunshichi
- 1989 : Shōgun Iemitsu no ranshin: Gekitotsu (将軍家光の乱心 激突?) de Yasuo Furuhata : Iba Shoemon
- 1992 : Aigle de fer 3 (Aces: Iron Eagle III) de John Glen : Shuei
- 1992 : Un jour étincelant (いつかギラギラする日, Itsuka giragira suru hi?) de Kinji Fukasaku : Shiba
- 1995 : Codename: Silencer de Talun Hsu : Makoto
- 1998 : The Storm Riders (風雲雄霸天下, Feng yun xiong ba tian xia) d'Andrew Lau : Dominateur
- 2000 : Born to Be King (勝者為王, Sheng zhe wei wang) d'Andrew Lau : Ichio Kusakari
- 2002 : Deadly Outlaw: Rekka (実録・安藤昇侠道（アウトロー）伝 烈火, Jitsuroku Andō Noboru kyōdō-den: Rekka?) de Takashi Miike : Yasunori Hijikata
- 2003 : Battle Royale 2: Requiem (バトル・ロワイアルＩＩ 【鎮魂歌】, Batoru rowaiaru tsū: "Rekuiemu"?) de Kenta Fukasaku et Kinji Fukasaku : Makio Mimura
- 2003 : Kill Bill : Volume 1 de Quentin Tarantino : Hattori Hanzō
- 2004 : Survive Style 5+ de Gen Sekiguchi : Kazama
- 2006 : Les Maîtres du tonnerre (マスター・オブ・サンダー 決戦!!封魔龍虎伝, Master of Thunder: Kessen!! Fūma ryūko-den?) de Kenji Tanigaki
- 2006 : Fast and Furious: Tokyo Drift de Justin Lin : oncle Kamata
- 2012 : Sushi Girl de Kern Saxton : chef sushi

#### Télévision
- 1980 : Shadow Warriors (服部半蔵 影の軍団, Hattori Hanzō: Kage no gundan?) (série TV) : Hattori Hanzō
- 1982-1983 : X-Or (série TV) : Bolzar
- 2007 : Furin kazan (風林火山?) (série TV) : Itagaki Nobukata

### Réalisateur
- 1990 : Rimeinzu: Utsukushiki yūsha-tachi (リメインズ 美しき勇者たち?)

## Distinctions
Sonny Chiba est nommé pour le prix du meilleur acteur dans un second rôle pour Le Samouraï et le Shogun aux Japan Academy Prize de 1979.